# Virginia Peninsula

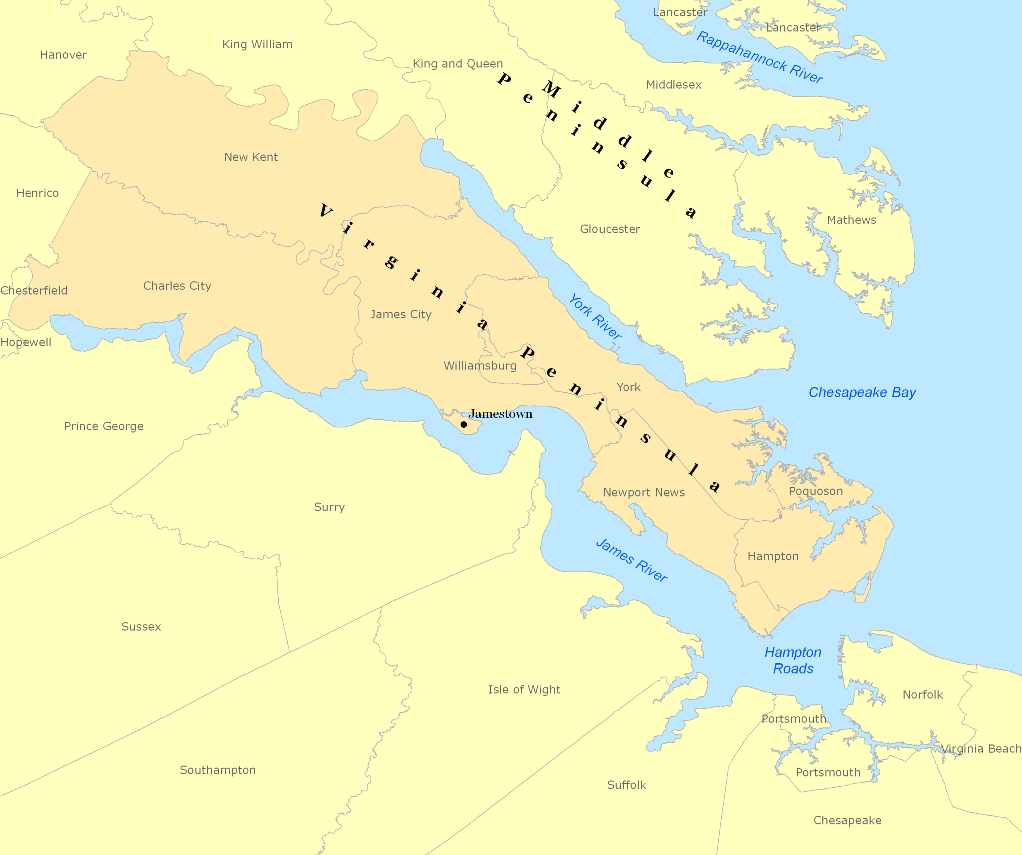
La Virginia Peninsula in colore differente.

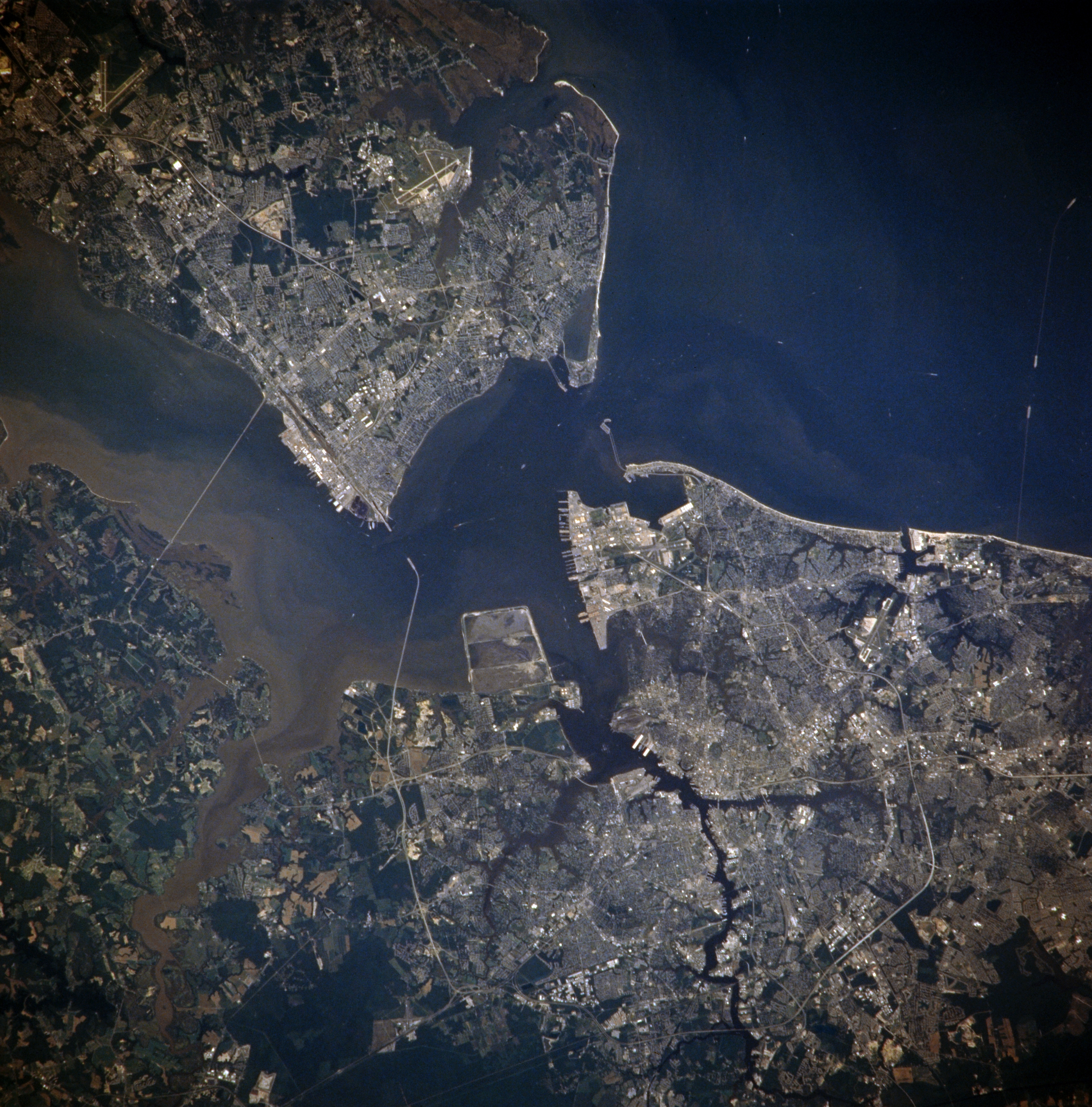
Foto satellitare del 1996 mostra il porto di Hampton Roads.

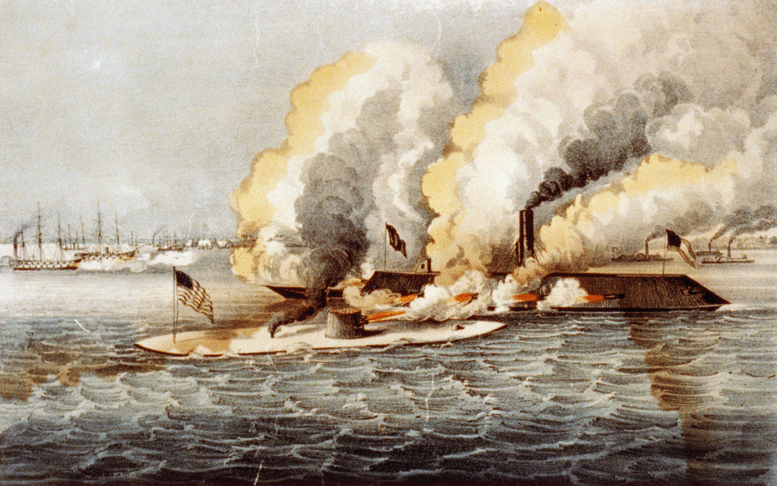
La battaglia di Hampton Roads, un dipinto di Currier and Ives.

La Virginia Peninsula è una penisola nel sud-est della Virginia, bagnata dai fiumi York e James, dal porto di Hampton Roads e dalla Chesapeake Bay.
Hampton Roads è il nome comune dato all'area metropolitana che circonda il porto naturale che ha lo stesso nome. La parte terrestre di Hampton Roads è stata storicamente divisa in due regioni, la Virginia Peninsula o semplicemente Peninsula a nord, e South Hampton Roads a sud.
Anche se ubicate al margini nord, le contee di Charles City e Contea di New Kent fanno, per alcuni versi, parte della Virginia Peninsula. Comunque, in tempi moderni, esse sono normalmente considerate far parte della regione Richmond-Petersburg. Il resto della Virginia Peninsula fa parte dell'area statistica di Virginia Beach-Norfolk-Newport News, con una popolazione di circa 1.600.000 abitanti secondo il censimento del 2000.

## Storia
La Virginia Peninsula è un sito ricco di storia americana. Il primo insediamento inglese in Nord America venne fondato nel 1607 a Jamestown. Il primo insediamento non provvisorio fu Kecoughtan nella contea di Contea di Elizabeth City che è oggi Hampton. Il vicino, Fort Monroe, la base militare più antica della zona e ancora oggi in uso, è ubicato a Old Point Comfort. Dopo aver dichiarato l'indipendenza dalla Gran Bretagna, la prima capitale della Virginia fu Williamsburg. Inoltre, la battaglia decisiva della guerra d'indipendenza americana, l'assedio di Yorktown del 1781, avvenne nella Virginia Peninsula.
Durante la guerra di secessione (1861–1865), l'Union Army invase la Virginia Peninsula nel corso della campagna della Penisola nel 1862, con l'intento di prendere Richmond, iniziando da Fort Monroe all'ingresso di Hampton Roads, che rimase nelle mani dell?unione fino alla secessione della Virginia nel 1861. All'inizio della Campagna della Penisola, la Battaglia di Hampton Roads, ebbe luogo alla foce del fiume James. L'assedio di Yorktown avvenne poi lungo il corso del fiume York. Alla fine, dopo un lungo periodo in cui rimase lontana, la più grande armata dell'Unione, sotto il comando del generale George B. McClellan, inseguì i Confederati in ritirata fino alla linea di Williamsburg, dove le rive acquitrinose del fiume Chickahominy fecero da barriera naturale e ritardarono di tre anni la fine della guerra.
Nel corso della ricostruzione dopo la fine della guerra, la Chesapeake and Ohio Railway (C&O) sotto la presidenza di Collis P. Huntington completò il collegamento ferroviario fra Richmond e Ohio River nel 1871. Un sogno di lunga data dei virginiani, e poi perorato da Virginia e Virginia Occidentale, la nuova ferrovia aprì la strada all'esportazione dei prodotti via mare, consentendo la spedizione del prezioso carbone della regione per finanziare la rivoluzione industriale. Comunque, la porzione del fiume James, navigabile da Hampton Roads a Richmond, non lo era per le navi, dal pescaggio molto elevato, adibite al trasporto del minerale.
La Penisola era rimasta a lungo senza una ferrovia, che stava sviluppando la recente tecnologia iniziata negli anni 1830. Nel 1881, venne costruita una linea che da Richmond, passando per Williamsburg, raggiungeva Newport News Point. Li, la Collis Huntington sua associata, e la Old Dominion Land Company svilupparono una loro visione per l'area. In soli 15 anni, una comunità di fattorie rurali sita nella Contea di Warwick venne trasformata nella nuova città indipendente di Newport News entro il 1896. Qui vennero realizzate le banchine per la spedizione del carbone e venne costruito uno dei cantieri navali più grandi del mondo.
Alberghi, case, scuole, ristoranti, negozi e ogni genere di attività commerciale, sbocciarono in maniera fantastica e lungo le città toccate dalla nuova ferrovia nelle contee di Warwick, York e James City. Oyster Point divenne un punto di riferimento per i marinai e la nuova città di Lee Hall si sviluppò, e divenne un centro importante per via della sua vicinanza a Yorktown e successivamente per la base militare di Fort Eustis. Nella Contea di Elizabeth City, la linea ferroviaria venne estesa fino a Newport News per giungere a Old Point Comfort, dove vennero sviluppati hotel e luoghi per vacanze.
Nel corso del XX secolo, specialmente fra le due guerre mondiali, vennero realizzati notevoli insediamenti militari ed oggi la Penisola ospita basi di diversi organismi militari o di pubblica utilità degli Stati Uniti:Langley Air Force Base, Fort Eustis, Naval Weapons Station Yorktown, e Camp Peary. Per creare spazio, tutte le Mulberry Island ed intere comunità come Lackey, Halstead's Point, Penniman, Bigler's Mill e Magruder sono praticamente scomparse. Comunque, molti dei virginiani costretti ad emigrare, hanno ricostruito la città di Grove nella Contea di James City County ed altre area della Penisola.
Dopo che la capitale della Virginia venne trasferita a Richmond nel 1780, per renderla più sicura durante la guerra d'indipendenza americana, Williamsburg divenne una città meno importante. Nei primi anni del XX secolo, venne descritta come il "piccolo villaggio dormiente", nota soprattutto per il College di William e Mary e per l'Eastern State Hospital, che era nato da quello che fu il primo ospedale psichiatrico del nuovo mondo. Tutto cambiò in maniera determinante dal 1926. La fondazione di Colonial Williamsburg, una delle maggiori opere di ristrutturazione immobiliare mai realizzata, fu messa in atto dal reverendo W.A.R. Goodwin grazie ai fondi di grandi mecenati come la Rockefeller family, John D. Rockefeller, Jr., Abby Aldrich Rockefeller. Egli volle celebrare le gesta patriottiche e la vita di quegli americani che scrissero la storia degli Stati Uniti.